# Berliner

Берлінер (англ. Berliner) — формат газетного паперу розміром 470 × 315 мм (18½ × 12.4 дюйми), проміжний між A3 та A2.
Використовується газетами «Le Monde» у Франції, «La Repubblica» та «La Stampa» в Італії, «De Morgen» у Бельгії, «The Guardian» у Великій Британії, «Vjesnik» у Хорватії, «Journal and Courier» у США (м. Лафаєтт, штат Індіана), «Jornal do Brasil» у Бразилії. У Німеччині тільки дві національні газети використовують формат Берлінер, це: «Die Tageszeitung» (також відома як «Taz») і «Junge Welt», що перейшла на Берлінер з 2004 року.
Більшість національних щоденних газет використовує більший розмір паперу, відомий як «nordisch» з розмірами 570 × 400 мм.

## Цікаві факти
- Газета «Berliner Zeitung» часто згадується просто як «Berliner», але вона не друкується на папері формату Берлінер, її назва походить від міста Берліна і протиставлялося на початку XX століття розмірам «North German» та «French».